# Ledermantel (Rüstung)
Der Ledermantel (engl. Buff Coat oder Jerkin) ist eine Schutzwaffe aus dem frühneuzeitlichen England.

## Beschreibung

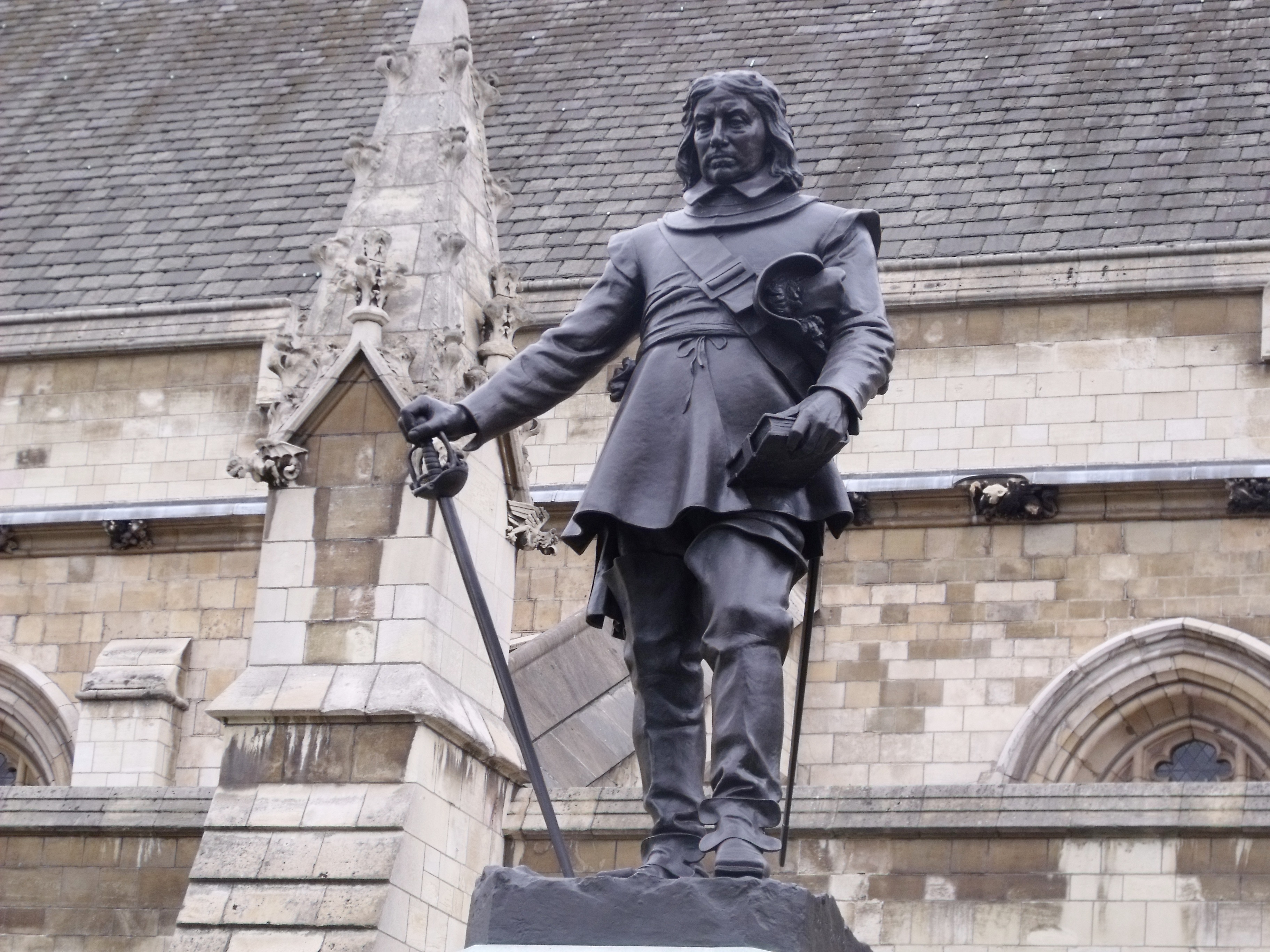
Denkmal Oliver Cromwells, bekleidet mit einem Ledermantel

Der Ledermantel besteht aus gegerbten und gefütterten Rindsleder. Drei Hauptversionen waren im allgemeinen Gebrauch: Lange Ärmel, kurze Ärmel und eine Variation ohne Kragen. Er wurde im 17. Jahrhundert in England entwickelt und diente als Untergewand für die Rüstung der Kavallerie und der Pikeniere, später auch der Musketiere. Der Ledermantel wurde zur Zeit der Herrschaft des Hauses Tudor (1485 bis 1603) als militärischer Ausrüstungsgegenstand eingeführt. Dazu wurden ein Brustpanzer, ein Helm (Zischägge, in England "Lobster tail helmet" genannt), Panzerhandschuhe und oft auch gepanzerte Kürassierstiefel getragen. Das starke Rindsleder bot Schutz gegen Schwerthiebe, jedoch nicht gegen Geschosse aus Feuerwaffen. Im Laufe der Zeit weitete sich seine Benutzung über ganz Europa und auch in die Armee George Washingtons aus. Edelleute trugen oft bestickte und reich verzierte Versionen. Dieser Ledermantel wurde von allen sozialen Schichten getragen. Oliver Cromwell, erster Lordprotector Englands wird auf mehreren Denkmälern mit solch einem Bekleidungsstück abgebildet (siehe Foto).